# Nitro (motoryzacja)

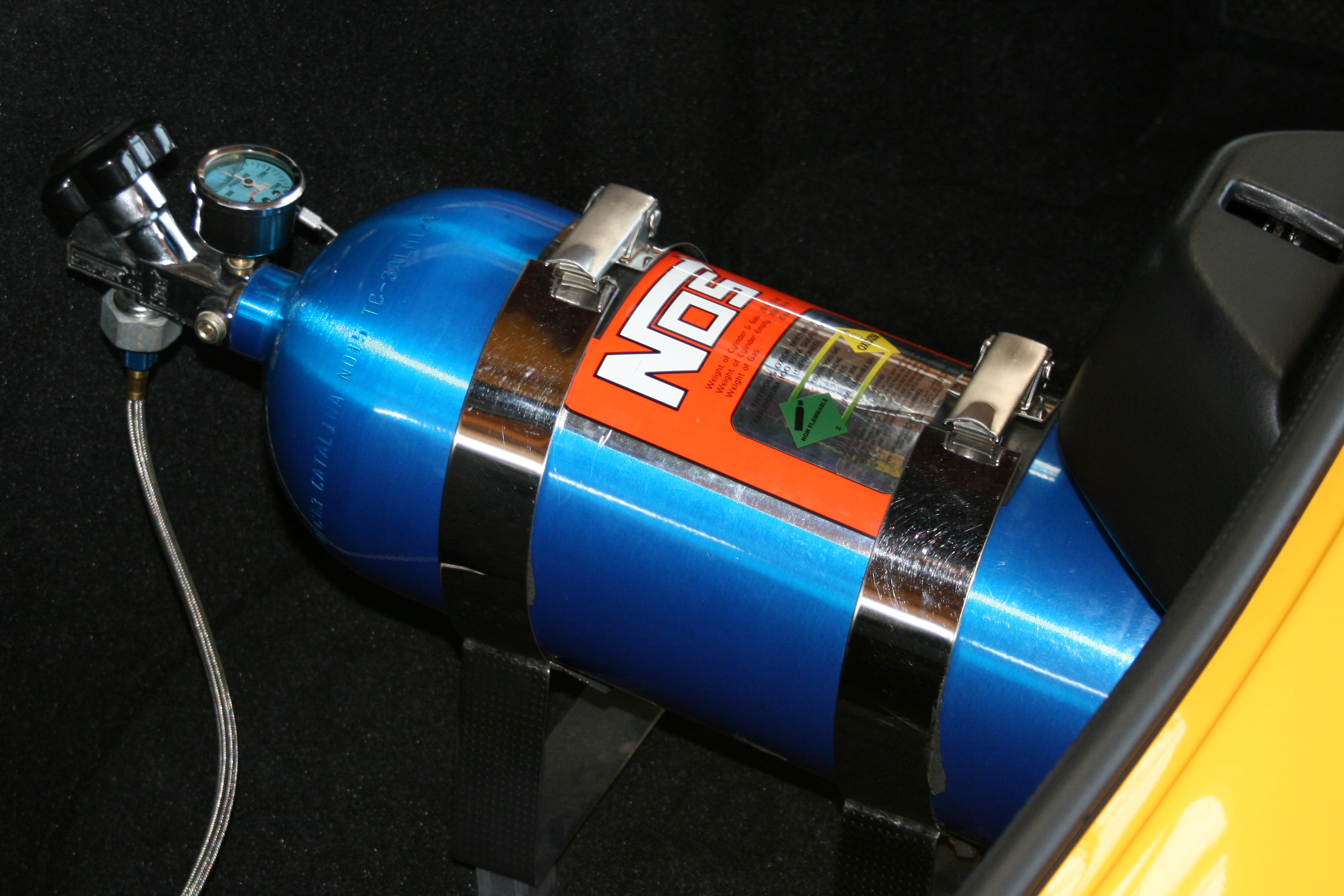
Butla NOS zamontowana w samochodzie

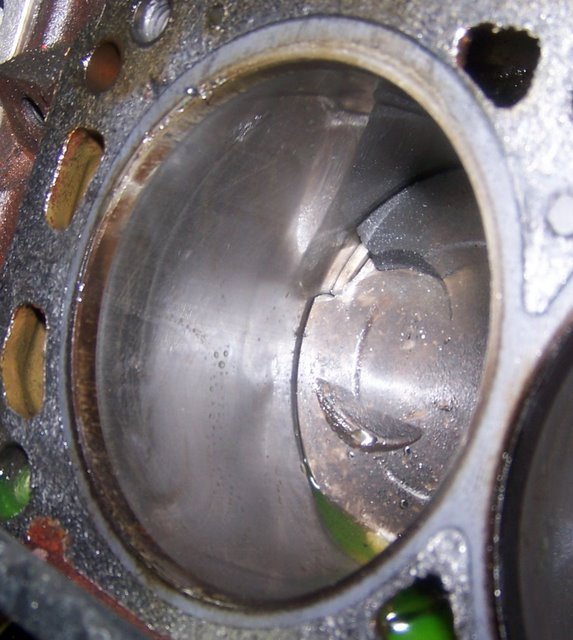
Tłok uszkodzony w wyniku stosowania podtlenku azotu

Nitro – potoczna nazwa podtlenku azotu używanego jako dopalacz samochodowy. Pozwala zwiększyć moc uzyskiwaną o 30-50%. By uzyskać efekt zwiększenia mocy napędowej i wydajności silnika, do cylindrów wprowadza się odpowiednią ilość podtlenku azotu i zwiększoną ilość benzyny. Spotykane jest niekiedy określenie NOS, pochodzące od angielskiej firmy Nitrous Oxide Systems, jednego z pierwszych przedsiębiorstw stosujących podtlenek azotu do zwiększania możliwości silnika samochodowego.

## Metody montażu i zagrożenia
Nitro przechowywane jest w specjalnych butlach, umieszczonych obok silnika, izolowanych termicznie lub poza silnikiem z instalacją doprowadzającą. Po odkręceniu przez kierowcę zaworu na butli i uruchomieniu systemu wyłącznikiem, gaz z dodatkową dawką benzyny jest wtryskiwany do silnika przez elektrozawór uruchamiany przez kierowcę przez przycisk w kabinie samochodu lub automatycznie po wciśnięciu pedału przyspieszenia do końca.
Istnieją trzy rodzaje podłączenia Nitro:
- Wtrysk suchy (dry) montowany w tzw. „power-rurze” czyli rurce dostarczającej powietrze do silnika, poprzedzony filtrem powietrza. Daje najmniejszą moc doładowania, ponieważ dodatkowa dawka paliwa jest dostarczana przez oryginalne wtryski.
- Wtrysk mokry (wet) ma kształt litery Y, posiada wtryskiwacz podtlenku azotu oraz benzyny.
- Bezpośredni pozwala na mieszanie podtlenku azotu i benzyny w każdym cylindrze. Potrzebna jest duża ingerencja w podzespoły, szczególnie tłoki i komputer.

Instalacje nitro są również dzielone na jednopunktowe (jeden wtrysk w ramach całej instalacji) oraz wielopunktowe, tzw. direct port (oddzielny wtrysk przypadający na każdy cylinder).
Podczas używania systemu z układu wydechowego nie wydostają się płomienie, jedynym widocznym efektem jest sprawniejsze przyspieszanie samochodu. Systemu używa się do rozpędzania samochodu od średnich do najwyższych obrotów silnika (ewentualnie w profesjonalnym driftingu w celu nagłego zerwania przyczepności), a nie dopiero po uzyskaniu maksymalnych obrotów (nie miałoby to sensu ze względu na odcięcie zapłonu przez komputer sterujący silnikiem oraz zmniejszający się wpływ na wzrost mocy wraz z prędkością obrotową silnika). 
Płomienie wydostają się z układu wydechowego jeśli kierowca używa „podtrzymania turbo”. Wtedy benzyna, która się nie spaliła w silniku, jest wyrzucana z układu wydechowego, zapala się od temperatury tam panującej, a spaliny wyrzucają snopy ognia z rury wydechowej. Płomienie wydostają się z układu wydechowego tylko przed startem i w trakcie zmiany biegów.
Zbyt duże ciśnienie podczas używania systemów nitro może spowodować przerwanie uszczelek (które mogą wytrzymać określone ciśnienie), a w efekcie eksplozję. Niepożądany skutek użycia tego dopalacza wywołuje również zbyt długie wprowadzanie nitro do benzyny.

## Zasada działania
Silniki spalinowe pracują spalając mieszaninę tlenu i benzyny. Dla spalenia 1 litra benzyny teoretycznie potrzeba ok. 2,5 kg tlenu, który zawarty jest w ok. 8,3 m³ powietrza atmosferycznego (w warunkach standardowych).
Aby zwiększyć moc silnika spalinowego należy w jak najkrótszym czasie spalić jak najwięcej paliwa. Podawanie większej ilości benzyny jest sposobem o ograniczonym zastosowaniu, gdyż silnik potrzebuje do procesu spalania również tlenu.
Podtlenek azotu jest niepalnym gazem. W wysokiej temperaturze, jaka panuje w komorze spalania, podtlenek azotu rozpada się na tlen i azot (piroliza):
2 N2O → 2 N2 + O2
Tak powstały gaz zawiera ok. 33% (v/v) tlenu, podczas gdy w powietrzu znajduje się jedynie ok. 21% (v/v) tlenu. W ten sposób zastosowanie podtlenku azotu pozwala na dostarczenie do silnika większej ilości tlenu w mniejszej objętości całkowitej (na spalenie 1 l benzyny potrzeba ok. 3,5 m³ podtlenku azotu lub ok. 5,3 m³ gazu powstałego z jego pirolizy (wartości teoretyczne po przeliczeniu na warunki normalne)).

## Historia
Pierwsze próby użycia podtlenku azotu w silnikach spalinowych miały miejsce w czasie II wojny światowej i miały na celu podanie większej ilości tlenu do silników samolotów latających na wyższych pułapach gdzie powietrze jest rozrzedzone. Dopiero później zaczęto stosować nitro w celu podnoszenia mocy silników samochodowych.
Zastosowanie systemów nitro spopularyzowało się w USA w początkach lat 90. XX w., szczególnie wśród grup zmotoryzowanej młodzieży, szukającej lepszych osiągów pojazdów i mocnych wrażeń w nielegalnych sportach wyścigowych.